# Dziedzinka (torfowisko)
Dziedzinka – torfowisko wysokie położone w dolinie cieku Orłówka (dopływu Narewki), na terenie Białowieskiego Parku Narodowego, w Puszczy Białowieskiej.
Torfowisko o powierzchni 9,5 hektara położone jest w oddziale leśnym nr 373 Białowieskiego Parku Narodowego, w jego południowej części. Analiza palinologiczna wykazała, że torfowisko rozwinęło się w drodze lądowienia wolnej powierzchni wodnej, zarastanej w pierwszej kolejności przez zbiorowiska z dominującymi rdestnicami, a następnie z turzycami. Od głębokości 90 centymetrów zaczyna zanikać w akwenie roślinność wodna, a dominować torfowiskowa (przede wszystkim wełnianka pochwowata i mchy torfowce). Znaczący udział w roślinności ma sosna.